# Tapura arachnoidea
Tapura arachnoidea är en tvåhjärtbladig växtart som beskrevs av F.J. Breteler. Tapura arachnoidea ingår i släktet Tapura och familjen Dichapetalaceae. Inga underarter finns listade i Catalogue of Life.